# Vrba (Gnojnice)
U Gnojnicama se još uvijek mogu pronaći tragovi života iz rimskog razdoblja koji svjedoče da su ova područja već odavno prepoznata kao oaze spokoja. Jedan od takvih tragova je Vrba – konstruktorski podvig koji sustavom podzemnih kanala (sagrađenih od kamenih i keramičkih ploča) prikuplja vodu iz triju okolnih izvora i distribuira je na više mjesta u Gnojnicama a najočuvaniji od njih je upravo Vrba, oduvijek mjesto susreta i druženja.